# جاستن بي ويلسون
جاستن بي ويلسون (بالإنجليزية: Justin P. Wilson)‏ هو محامي أمريكي، ولد في 4 يناير 1945 في أوكلاند في الولايات المتحدة.